# Liste der Stolpersteine in Hatzenport
Die Liste der Stolpersteine in Hatzenport enthält die Stolpersteine, die im Rahmen des gleichnamigen Kunst-Projekts von Gunter Demnig in Hatzenport verlegt wurden. Mit ihnen soll an die Opfer des Nationalsozialismus erinnert werden, die in Hatzenport lebten und wirkten.

## Liste der Stolpersteine
| Name           | Adresse        | Bild | Inschrift                      | Verlegedatum  | Biografie und Anmerkungen |
| -------------- | -------------- | --- | ------------------------------ | ------------- | ------------------------- |
| Bernhard Oster | Moselstraße 20 | Bild gesucht Der Benutzer GeorgDerReisende ( Diskussion ) wünscht sich an dieser Stelle ein Bild vom Ort mit diesen Koordinaten 50.22777 7.42125 . Motiv: Moselstraße 20: Stolperstein für das Ehepaar Oster, die Lage und das Haus Falls du dabei helfen möchtest, erklärt die Anleitung , wie das geht. BW | Hier wohnte Bernhard Oster ... | 13. Jan. 2010 |                           |
| Paula Oster    | Moselstraße 20 | Bild gesucht Die Wikipedia wünscht sich an dieser Stelle ein Bild vom hier behandelten Ort. Falls du dabei helfen möchtest, erklärt die Anleitung , wie das geht. BW | Hier wohnte Paula Oster ...    | 13. Jan. 2010 |                           |